# Collomia
Genre
Collomia est un genre de plantes à fleurs de la famille des Polémoniacées.

## Liste d'espèces
Selon BioLib (26 juin 2023) :
- Collomia biflora (Ruiz & Pav.) Brand
- Collomia debilis (S. Wats.) Greene
- Collomia diversifolia Greene
- Collomia grandiflora Douglas ex Lindl.
- Collomia heterophylla Dougl. ex Hook.
- Collomia larsenii (Gray) Payson
- Collomia linearis Nutt.
- Collomia macrocalyx Leib. ex Brand
- Collomia mazama Coville
- Collomia rawsoniana Greene
- Collomia renacta E. Joyal
- Collomia tenella Gray
- Collomia tinctoria Kellogg
- Collomia tracyi Mason

Selon NCBI (26 juin 2023) :
- Collomia biflora (Ruiz & Pav.) Brand
- Collomia cavanillesii Hook. & Arn.
- Collomia debilis (S.Watson) Greene
- Collomia diversifolia Greene
- Collomia grandiflora Douglas ex Lindl.
- Collomia heterophylla Hook.
- Collomia larsenii (A.Gray) Payson
- Collomia linearis Nutt.
- Collomia macrocalyx Leiberg ex Brand
- Collomia mazama Coville
- Collomia rawsoniana Greene
- Collomia renacta Joyal
- Collomia soehrensii Phil., 1895
- Collomia tenella A.Gray
- Collomia tinctoria Kellogg
- Collomia tracyi H.Mason
- Collomia wilkenii L.A.Johnson & R.L.Johnson

Selon The Plant List (26 juin 2023) :
- Collomia biflora (Ruiz & Pav.) Brand
- Collomia debilis (S.Watson) Greene
- Collomia diversifolia Greene
- Collomia grandiflora Douglas ex Lindl.
- Collomia heterophylla Hook.
- Collomia larsenii (A.Gray) Payson
- Collomia linearis Nutt.
- Collomia macrocalyx Leiberg ex Brand
- Collomia mazama Coville
- Collomia rawsoniana Greene
- Collomia renacta Joyal
- Collomia tenella A.Gray
- Collomia tinctoria Kellogg
- Collomia tracyi R.Mason
- Collomia wilkenii L.A.Johnson & R.L.Johnson

Selon Tropicos (26 juin 2023) (Attention liste brute contenant possiblement des synonymes) :
- Collomia aristella (A. Gray) Rydb.
- Collomia biflora (Ruiz & Pav.) Brand
- Collomia cavanillesiana G. Don
- Collomia cavanillesii Hook. & Arn.
- Collomia chubutensis Speg.
- Collomia coccinea Lehm. ex Lindl.
- Collomia debilis (S. Watson) Greene
- Collomia diversifolia Greene
- Collomia eritrichoides Griseb.
- Collomia erythraeoides Griseb.
- Collomia gilioides Benth.
- Collomia glutinosa Benth.
- Collomia gracilis (Hook.) Douglas ex Benth.
- Collomia grandiflora Douglas ex Lindl.
- Collomia heterophylla Hook.
- Collomia howardii M.E. Jones
- Collomia hurdlei A. Nelson
- Collomia lanceolata Greene ex Brand
- Collomia larsenii (A. Gray) Payson
- Collomia lateritia D. Don
- Collomia leptalea A. Gray
- Collomia linearis (Cav.) Nutt.
- Collomia linoides Nutt.
- Collomia longiflora (Torr.) A. Gray
- Collomia macrocalyx Leiberg ex Brand
- Collomia mazama Coville
- Collomia micrantha Kellogg
- Collomia nudicaulis Hook. & Arn.
- Collomia parviflora Hook.
- Collomia patagomica Speg.
- Collomia pusilla Dusén
- Collomia rawsoniana Greene
- Collomia renacta Joyal
- Collomia scabra Greene
- Collomia sinistra (M.E. Jones) Brand
- Collomia soehrensi Phil.
- Collomia stenosiphon Kunze
- Collomia subverticillata
- Collomia tenella A. Gray
- Collomia thurberi A. Gray
- Collomia tinctoria Kellogg
- Collomia tracyi H. Mason
- Collomia wilkenii L.A. Johnson & R.L. Johnson
- Collomia zahlbrucknerae